# 大山苗族彝族乡
大山苗族彝族乡是中华人民共和国贵州省毕节市大方县下辖的一个民族乡。

## 行政区划
大山苗族彝族乡下辖以下村级行政区划单位：
高峰村、新坝村、解放村、棉山村、光华村、白杉村、柿树村、河坝村、松鹤村、沙土村和松明村。